# Kanyamisiba (periodiskt vattendrag i Bururi)
Kanyamisiba är ett periodiskt vattendrag i Burundi.   Det ligger i provinsen Bururi, i den centrala delen av landet, 70 kilometer sydost om huvudstaden Bujumbura.
Omgivningarna runt Kanyamisiba är en mosaik av jordbruksmark och naturlig växtlighet. Runt Kanyamisiba är det ganska tätbefolkat, med 166 invånare per kvadratkilometer.